# 晒し首事件 (シンガポール)
晒し首事件（さらしくびじけん）とは、1942年7月7日頃、日本軍占領統治下のシンガポール（当時の昭南特別市)で、「殺人強盗団を射殺し、首をはねて主要な橋や交差点に見せしめにした」とされる出来事。

## 経過
1942年7月7日頃、市内の目抜き通りオーチャード・ロード沿いのキャセイ劇場の前のテニスクラブの脇に獄門台が設けられ、血だらけの生首4つが晒されていた。獄門台には漢字で書かれた告示がはってあり、インド人らしい名前の8人が軍用倉庫に盗みに入って捕えられ、軍事法廷によって斬首、晒し首の刑に処せられたと書かれていた。8人のうち残りの4人の生首は、1つがゲラン橋のたもと、1つがビクトリヤ記念堂の前、あと2つがパシル・パンジャンに晒されていたとされる。
当時、昭南憲兵隊の分隊長だった大西覚によると、当時の食糧難から日本軍の貨物廠が襲われる略奪事件が多発したため、警備隊は無断侵入者を射殺すると公示しており、その後侵入してきたインド人3人を警戒兵が射殺し、見せしめのため射殺理由書をかかげて晒し首にしたものだった。
大西は、憲兵隊は事件に関与しておらず、命令者も実行者も不明としているが、参謀の諒解があったとしており、当時第25軍司令部宣伝班の班員だった中島健蔵は、軍宣伝班内での情報として「乱暴者の作戦参謀が独断でやらせた嫌がらせ」と聞いたとしている。

## 影響
7月7日は盧溝橋事件の記念日にあたり、同年2月に華僑粛清があったため、中国系住民の抗日行動を警戒した日本軍が先制的に見せしめに出たとの見方がある。他方で、日本軍は同日を意識して華僑通電を計画していたが、これは（おそらく中国系住民の感情を逆撫でするとの懸念から）中止されていたことから、既述のとおり「乱暴者の作戦参謀が独断でやらせた嫌がらせ」だったとの見方もある。

軍としての作戦ではなく実行者も不明であり凶悪犯の処刑であるとはいえ、蛮行と捉えられ日本軍の軍政に対する不信感や悪感情につながったともされる。中島(1977)は、
処刑されたのは、凶悪犯人かもしれない。しかし、斬首とか、さらし首とかいう行為は、違法であり、蛮行であった。一人の参謀のいたずら半分の思いつきだったかもしれない。しかしその1人の蛮行の結果が、日本人全体に対する悪感情となることは明らかだった。それを制止しなかった、という現実を、どう弁解してもむだである。
としている。
また洪(1986)は、晒し首にされたのはマレー人で、占領当初日本軍はマレー人に対して寛容だったが、事件を契機にマレー人に対する態度を硬化させたとしている。
盧溝橋事件の記念日を期した中国系住民の抗日行動を牽制する目的があったともいわれ、日本軍政の残虐さやをシンガポールに知らしめる出来事であるという主張もみられる。一方、リー・クアンユーは、この事件がシンガポールに秩序回復をもたらしたとし、「私は、刑罰では犯罪は減らせない、という柔軟な考えを主張する人は信じない。」という信念を得たとも述べている。

## タイピンの晒し首
第25軍司令部宣伝班の班員として従軍していた井伏鱒二によると、シンガポール占領より前の1942年1月2日頃、タイピンの宿舎近くの大通りに獄門台が置かれ、生首が3つ並べられて罪状を記した「布告」が日本語・英語・中国語・印度語・マレー語の5ヶ国語で記されていた。宣伝班の中では、辻政信作戦主任参謀が決裁して、タイピン山中で敗残兵狩りに来た日本兵を猟銃で狙撃した現地住民を、英軍に呼応した義勇兵とみなして制裁を加えたものと噂されていた。